# Іж-49

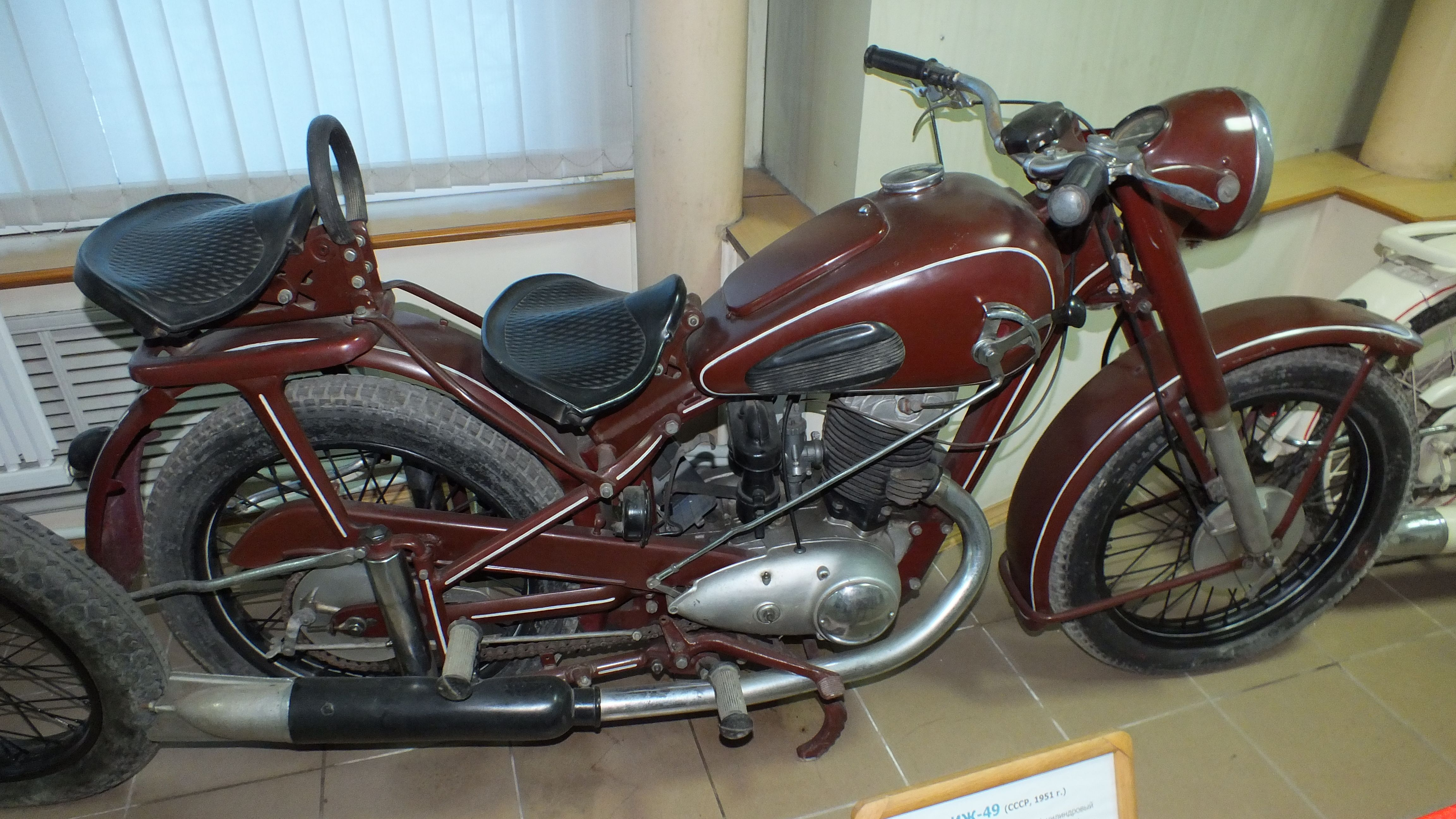
Дорожній мотоцикл Іж-49

Іж-49 — дорожній мотоцикл, призначений для їзди по дорогах наодинці або удвох. Випускався Іжевським машинобудівним заводом з 1951 до 1956 рік. Крім мотоциклів-одинаків, дослідною партією випускалися машини з бічними колясками.

## Історія
Після німецько-радянської війни з Німеччини в рахунок репарацій було вивезено обладнання заводу DKW, тому Іжевський завод отримав у своє розпорядження їх обладнання/верстати. В 1946 році за участю інтернованих інженерів та головного конструктора фірми DKW Германа Вебера, був налагоджений випуск мотоцикла Іж-350, що був копією німецького мотоцикла DKW NZ 350. В 1951 році без зупинки виробництва було здійснено перехід на масовий випуск модернізованої версії Іж-350, що отримав назву «Іж-49». За рахунок застосування передньої вилки телескопічного типу, задньої підвіски з гідравлічними амортизаторами та інших удосконалень підвищилася комфортабельність їзди, покращилася прохідність мотоцикла в поганих дорожніх умовах. В 1957 році випуск Іж-49 був припинений, тому що з'явилася нова модель — Іж-56.

## Конструкція
На мотоциклі встановлений одноциліндровий, двотактний двигун повітряного охолодження зі зворотно-петлевою двоструменевою продувкою, з приготуванням робочої суміші в карбюраторі і займанням її в циліндрі від електричної іскри. Колінчастий вал — збірний, пресований. Картер — блочного типу. У передній частині знаходиться кривошипна камера, в задній розміщена коробка передач. Картер складається з двох половин з роз'ємом. Педаль перемикання передач ногою і педаль кікстартера розташовані з лівого боку картера коробки передач.
Переднє колесо разом з гальмом, приводним редуктором спідометра і щитком кріпляться до рухомої частини телескопічної вилки. На вилці укріплена фара, в корпусі якої вмонтований спідометр, з'єднаний гнучким валом з редуктором. Кермо мотоцикла закріплене у кронштейнах верхнього містка телескопічною вилки, що повертається на 35 ° в обидві сторони. При цьому, кермо може бути закріплене у зручному для водія положенні.
З правого боку бензобака закріплений сектор важеля ручного перемикання передач. При перемиканні передач педаллю, важіль переміщається в положення, відповідне включеній передачі.
Мала вага непідресореної частини дає дуже хорошу стійкість і керованість мотоцикла. Заднє колесо закріплене у вилці поперечної жорстокості, яка еластично підвішена до рами на пружинно-гідравлічних елементах. Колеса — легкознімні, невзаємозамінні.

## Технічна характеристика

### Загальна
- Габаритна довжина — 2120 мм.
- Габаритна ширина — 770 мм.
- Габаритна висота — 980 мм.
- Кліренс — 140 мм.
- Суха вага мотоцикла з заднім сідлом — 150 кг.
- Максимальна швидкість — 90 км/год.
- Ємність паливного бака — 14 л.
- Запас ходу по шосе — 160—180 км.
- Витрата палива по шосе — не більше 4,5 літра на 100 км.
- Паливо — Бензин з автолом 10-18 в пропорції 25:1

### Двигун
- Хід поршня — 85 мм
- Діаметр циліндра — 72 мм
- Кількість циліндрів — 1
- Робочий об'єм циліндра — 346 см³
- Ступінь стиснення — 5,8
- Максимальна потужність — 11,5 л. с. при 4000 об/хв.
- Охолодження — повітряне
- Система змащення — спільна з паливом
- Тип карбюратора — К-28

### Додатково
- Зчеплення — багатодискове, в масляній ванні
- Коробка передач — чотириступінчаста, двоходова.
- Передача — від коробки на заднє колесо роликовий ланцюг, передавальне число — 2,33.
- Рама — штампована, зварна.
- Передня вилка — пружинна телескопічного типу з гідравлічними амортизаторами.
- Задня підвіска — пружинна з гідравлічними амортизаторами
- Тип гальм — колодкові
- Тип коліс — легкознімні, з тангентнорозміщеними спицями.
- Розмір шин — 3,25×19"

## Спортивні модифікації
- Іж-50Б — кросовий мотоцикл на базі Іж-49. Двигун форсується до потужності 16 к.с. при 4500 об/хв за рахунок підвищення ступеня стиснення до 8-9, поліпшення системи продувки, розширенню фаз газорозподілу. Циліндр з алюмінієвого сплаву з чавунною гільзою. Екіпажна частина полегшена. В 1955 році почалося виробництво нового сімейства спортивних мотоциклів з трубчастою зварною рамою і маятниковою задньою підвіскою.
- Іж-54 для шосейно-кільцевих перегонів мав двигун потужністю 18-20 к.с.
- Іж-55 для кросових і багатоденних змагань. Двигун форсується до потужності 16-18 к.с. за рахунок підвищення ступеня стиснення до 8-9, збільшення діаметра прохідного перерізу карбюратора і поліпшення системи продувки. По ходовій частині мотоцикл не відрізняється від базової дорожньої моделі. Велику увагу приділено очищенню повітря та захисту запалювання і карбюратора від води. Повітря в карбюратор потрапляє через спеціальний приймач, розташований в задній частині паливного бака. Випускні труби разом з глушниками підняті вгору. Запалювання здійснюється від магнето, герметично закритого алюмінієвою кришкою. На мотоциклі встановлені спеціальні кросові шини з глибоким малюнком протектора і гоночна подушка на задньому щитку.